# Illnova
Illnova est un îlot de l'ouest de la Norvège. Illnova est située à proximité de Storodden, et proche de Rekenakken.